# Berchemia philippinensis
Berchemia philippinensis là một loài thực vật có hoa trong họ Táo. Loài này được S.Vidal mô tả khoa học đầu tiên năm 1886.